# Jack London (Film)
Jack London (Verweistitel The Life of Jack London) ist der Titel eines US-amerikanischen Abenteuerfilms von Alfred Santell aus dem Jahr 1943, der sich an das Leben des Schriftstellers anlehnt. Michael O’Shea verkörpert die Titelrolle, Susan Hayward Charmian Kittredge, die Frau, in die sich der Schriftsteller ernsthaft verliebt. Die Filmhandlung basiert auf Charmian Londons Buch The Book of Jack London, erschienen 1921 in New York.
Der Film war in der Kategorie „Beste Filmmusik“ für einen Oscar nominiert.

## Handlung
Jack London, der im Jahr 1890 in Oakland in Kalifornien lebt und davon träumt, Schriftsteller zu werden, kündigt seinen Job in einer Konservendosenfabrik, nachdem die Hände einer Mitarbeiterin bei einem Unfall in einer Maschine zerquetscht wurden. Mammy Jenny, Jacks Ersatzmutter und Vertraute, leiht ihm ihre Ersparnisse, damit er sich ein Boot kaufen und seinen Lebensunterhalt als Austernfischer in der Bucht von San Francisco verdienen kann. Mammy wird seine Partnerin bei diesem Geschäft und später kommt als dritter Partner Scratch Nelson hinzu. Als es zu einem Zwischenfall mit der Polizei kommt, bei dem Scratch getötet wird, entschließt sich Jack, die Austernpiraterie aufzugeben, da sie zu gefährlich ist.
Jack Londons nächster Plan sieht vor, für eine gewisse Zeit zur See zu fahren. Da Lesen eine große Leidenschaft von Jack ist, wird er deswegen von seinen Kameraden immer wieder aufgezogen. Der verwitwete Seemann Old Tom steht ihm jedoch bei und die Männer werden schnell gute Freunde. Es gibt da aber immer noch Red John, einen grobschlächtigen Spaßvogel, der Jack schikaniert, seit er seinen Fuß auf das Schiff gesetzt hat. In einem Faustkampf macht Jack ihm klar, dass er durchaus seinen Mann stehen kann. Es ist die Nacht, in der Jack seine Geschichte über einen Seemann beginnt, dem er den Titel Seewolf verpasst. Old Tom zeigt sich vom Anfang der Geschichte sehr angetan und redet ihm zu, weiter literarisch tätig zu sein.
Als Jack sein Abenteuer auf See beendet hat, meldet er sich an der University of California, Berkeley an. Als Prof. Hilliard eine von Jacks Geschichten als Beispiel für übertriebene Phantasie auswählt, verteidigt er seine Schilderung und erklärt, dass er die darin beschriebenen Höhen und Tiefen selbst erlebt habe. Er schreibe nur über die Unbill des Lebens, in der Hoffnung, dadurch etwas zu verändern. Schnell wird Jack jedoch klar, dass die Ausbildung in Berkeley nicht das ist, was er sich erhofft hatte. So verlässt er die Universität wieder und geht nach Dawson in Alaska, wo er den Klondike-Goldrausch für sich nutzen will. Eines Abends trifft Jack in einem Saloon die griechische Sängerin Freda Maloof, mit der er sich zu seiner großen Freude über Lord Byrons Gedichte unterhalten kann. Freda verliebt sich in ihn, was Jack jedoch nicht daran hindert, sie zu verlassen, als ihm ein lukrativer Handel ins Auge sticht, mit dem er genug Geld verdienen könnte, um unabhängiger von körperlicher Arbeit zu sein. Als er sein Ziel erreicht hat, zieht er sich mit seinem deutschen Schäferhund Buck in eine abgelegene Hütte zurück und schreibt einen Roman aus der Sicht seines Hundes mit dem Titel Ruf der Wildnis, in dem er das harte Leben zur Zeit des Klondike-Goldrausches beschreibt. In George Brett findet Jack einen Verleger für sein Manuskript und lernt zudem dessen Sekretärin Charmian Kittredge kennen. Charmian liebt es, wie Jack schreibt, und schnell kommen sich beide näher. Dann jedoch bittet der Zeitungsverleger Herwin Maxwell Jack, als Reporter über den Burenkrieg zu berichten. Da Charmian sich geschworen hat, Jack niemals einzuengen, ermutigt sie ihn, zu gehen.
Als Jack, geprägt von der vergangenen Zeit zurückkehrt, bringt er viele Geschenke für Charmian mit, die ihn nach wie vor liebt. Nur wenig später schickt Maxwell Jack erneut weg, er soll über den zwischen Japan und Russland aufkeimenden Krieg berichten. Charmian gibt sich auch diesmal zufrieden und verspricht Jack im Gegenteil, auf ihn zu warten. Jack, einer unter vielen Korrespondenten in Japan, glaubt nicht, wie seine Kollegen, daran, dass Russland und Japan in Kürze Frieden schließen werden. Er misstraut den Japanern, da er weiß, dass sie Truppen nach Korea entsandt haben. Als die Japaner sich weigern, Korrespondenten nach Korea einreisen zu lassen, schließt Jack eine Wette mit dem Reporter Dick Davis ab, dass es ihm gelingen werde, die koreanische Grenze zu passieren. Verkleidet als chinesischer Arbeiter bekommt er eine Passage auf der „Sampan“ und überquert mit dieser das Gelbe Meer. An seinem Zielort angekommen, erlebt er die japanische Einnahme Koreas aus erster Hand.
In Korea freundet Jack sich mit dem in Oxford ausgebildeten Hauptmann Tanaka an, der ihn als Gast behandelt und ihm ganz nebenbei erzählt, dass Japan beabsichtige, ganz Asien und letztendlich die ganze Welt einzunehmen. Jack gelingt es, einen entsprechenden Bericht an Maxwell weiterzuleiten. Es dauert nicht lange und man verhaftet ihn als russischen Spion und wirft ihn zusammen mit anderen russischen Gefangenen ins Gefängnis. Dort stellt Jack mit Entsetzen fest, wie brutal die Behandlung der Gefangenen ist, denen selbst Wasser vorenthalten wird. Inzwischen hat Dick Davis von Jacks Verhaftung erfahren und setzt sich bei der amerikanischen Regierung für ihn ein. Präsident Theodore Roosevelt verlangt daraufhin die sofortige Freilassung des Schriftstellers und bewirkt, dass Jack tatsächlich nach Hause zurückkehren kann.
Zu Jacks Verärgerung weigert sich Maxwell jedoch, seine Geschichte über die japanische Invasion zu drucken. Charmian hingegen bewundert den Mann, den sie liebt, für seinen Mut und seine Ehrlichkeit.

## Produktion

### Produktionsnotizen, Dreharbeiten
Produziert wurde der Film von Samuel Bronston Pictures, Inc. Samuel Bronston trat bei diesem Film erstmals als Produzent auf. Die Dreharbeiten erstreckten sich über den Zeitraum 14. Juli bis 21. September 1943 und fanden in den Samuel Goldwyn Studios in Belden in Kalifornien statt. Jack Londons Frau Charmian war bei den Dreharbeiten beratend tätig. Laut Hollywood Reporter war der Kameramann Lee Garmes ursprünglich für zusätzliche Fotoaufnahmen eingeplant. Einige Filmszenen entstanden vor Ort in Belden Falls in Kalifornien.

### Besetzung
Die Schauspielerin Susan Hayward wurde von Paramount Pictures ausgeliehen. Nachdem Hauptdarsteller Michael O’Shea einen Motorradunfall hatte, mussten die Dreharbeiten Ende August 1943 vorübergehend unterbrochen werden. O’Shea, der am Broadway als Eddie O’Shea ein Begriff war, änderte seinen Namen für Filme in Michael O’Shea. Für Virginia Mayo bedeutete der Film ihr Debüt in einem Kinofilm, zuvor hatte sie in einem Kurzfilm mitgewirkt und ungenannt in einem Film als Chorgirl. Die Schauspielerin war von 1947 bis zum Tod von O’Shea 1973 mit ihm verheiratet. Das Paar lernte sich bei diesem Film kennen.

### Historie

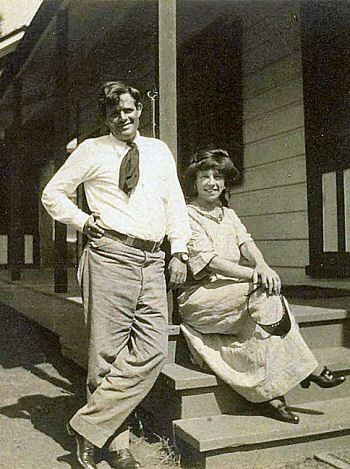
Jack London mit seiner zweiten Frau Charmian im Jahr 1911

Der Film beginnt und endet mit Wochenschau-Filmen, die zeigen, wie ein Schiff auf den Namen Jack London getauft wird. Jack London (1876–1916) war, wie im Film auch dargestellt, ein sehr produktiver amerikanischer Schriftsteller, der vor allem durch seine Romane über die Wildnis, darunter Ruf der Wildnis, Wolfsblut und Lockruf des Goldes sowie den mehrfach verfilmten Abenteuerroman Der Seewolf und seinen autobiografisch beeinflussten Roman Martin Eden bekannt wurde. London war zu seinen Lebzeiten der erfolgreichste Autor der Welt.
Zwar wurde London in Korea verhaftet und kam durch die Vermittlung von Präsident Roosevelt wieder frei, die Vorgeschichte war aber eine andere, als die im Film geschilderte. Auch werden wesentlichen Stationen von Londons Leben und Wirken ausgelassen. Auch seine erste Ehe mit seiner Jugendfreundin Elizabeth Bess Maddern, aus der zwei Töchter hervorgingen, wurde unterschlagen. Seine zweite Ehe mit Charmian Kittredge hingegen soll sehr glücklich gewesen sein. Charmian überlebte Jack, der nie sonderlich auf seine Gesundheit geachtet hatte und nur vierzig Jahre alt wurde, um fast 40 Jahre.

### Veröffentlichung
Die Premiere des Films fand am 24. November 1943 in San Francisco in Kalifornien statt, unmittelbar danach lief der Film dann allgemein in den Vereinigten Staaten an. Im Vereinigten Königreich war er erstmals 1944 zu sehen, ebenso in Mexiko und in Schweden. In Portugal wurde er 1945 veröffentlicht, in Dänemark 1947, ebenso in Spanien (Madrid), in Frankreich 1948. Weitere Veröffentlichungen erfuhr der Film in Argentinien und in Brasilien. Weitere Titel des Films: The Adventures of Jack London, The Life of Jack London und The Story of Jack London.

## Kritik
Die Bischofskonferenz der Vereinigten Staaten (USCCB) befand, dass Regisseur Alfred Santell von Michael O’Shea in der Titelrolle eine aufrichtige, aber auch ein wenig behäbige Darstellung geliefert bekomme, auch wenn das episodenhaft angelegte Drehbuch niemals über Klischees hinausgehe. Bemängelt wurden einige unangenehme Gewalt- und Dauerstereotypisierungen.
A.W. schrieb in der New York Times, man habe versucht so viel wie möglich vom Leben des unsteten Schriftstellers in ein Paket zu packen, wie es in eineinhalb Stunden eben möglich sei. Dabei stelle sich jedoch heraus, dass dieses Paket weniger geschickt und auf den Punkt passend gefüllt worden sei, als man es sich gewünscht hätte. Denn trotz der vielfältigen Höhepunkte, die im Leben dieses Mannes berührt würden, der unter anderem Austernpirat, Hobo, Matrose, Prospektor und Kriegskorrespondent gewesen sei, biete die Filmhandlung eine unausgeglichene Wiedergabe, die zwar angefüllt sei mit farbenfrohen Ereignissen, dramatische Punkte jedoch zu oft ausspare. So ignoriere der Film, basierend auf der von seiner zweiten Frau geschriebenen Biografie, Londons erste Ehe, berühre zwar seine frühen Abenteuer, betone aber übermäßig seine Berichterstattung über den Russisch-Japanischen Krieg als Korrespondent des San Francisco Chronicle. Michael O’Shea, vergleichsweise ein Neuling auf der Kinoleinwand, der wie Spencer Tracy aussehe, liefere eine entschlossene und eindrucksvolle Leistung in der Titelrolle ab. Susan Hayward spiele seine Geliebte mit Charme und Lebhaftigkeit und auch Leonard Strong, Frank Craven und Louise Beavers seien anschaulich in ihrer jeweiligen Rolle. Aber es müsse auch festgestellt werden, dass die passende Filmbiografie über London noch nicht erstellt worden sei.

## Auszeichnung
Oscarverleihung 1945
- Nominierter: Frederic Efrem Rich mit dem Film in der Kategorie „Beste Filmmusik“ (Drama/Komödie). Der Oscar ging jedoch an Max Steiner und das Filmdrama Als du Abschied nahmst.